# Сьверже (Радинський повіт)
Сьверже (пол. Świerże) — село в Польщі, у гміні Вогинь Радинського повіту Люблінського воєводства.
Населення — 266 осіб (2011).
У 1975-1998 роках село належало до Білопідляського воєводства.

## Демографія
Демографічна структура станом на 31 березня 2011 року:
|          | Загалом | Допрацездатний вік | Працездатний вік | Постпрацездатний вік |
| -------- | ------- | ------------------ | ---------------- | -------------------- |
| Чоловіки | 133     | 20                 | 100              | 13                   |
| Жінки    | 133     | 23                 | 68               | 42                   |
| Разом    | 266     | 43                 | 168              | 55                   |